# Phaneta hodgesi
Phaneta hodgesi is een vlinder uit de familie van de bladrollers (Tortricidae). De wetenschappelijke naam van de soort is voor het eerst geldig gepubliceerd in 2010 door Donald J. Wright & Todd M. Gilligan.

## Type
- holotype: "male. 26.VI.1982. leg. R.W. Hodges. genitalia slide no. DJW 1837"
- instituut: USNM, Smithsonian Institution, Washington, U.S.A.
- typelocatie: "USA, Colorado, Alamosa County, Zapata Ranch, 7900 ft"